# Rashid Ramzi
Rashid Ramzi (en àrab: رشيد رمزي) (n. el 17 de juliol de 1980 a Safi, Marroc) és un atleta que va adquirir la nacionalitat de Bahrain el 2002, i que competeix en els 800, 1500 i 5000 metres.

## Carrera esportiva
Al Campionat Mundial d'Atletisme de 2005 a Hèlsinki, Rachid Ramzi va ser el primer atleta des de Peter Snell el 1964, a batre les marques dels 800 m i els 1500 m en una mateixa competició mundial.
En els Jocs Olímpics de Pequín 2008, va ser inicialment el vencedor dels 1500 metres amb una marca de 3:32.94, però a l'abril de 2009, el Comitè Olímpic de Bahrain va informar que Rashid va donar positiu per EPO CERA en el test de dopatge. Després de la confirmació d'aquest resultat, el novembre del 2009 va ser desposseït de la seva medalla, que hauria estat la primera de Bahrain a la història de l'olimpisme.